# Нургалиев, Женис Мирасович
Женис Мирасович Нургалиев (каз. Жеңіс Мирасұлы Нұрғалиев; 9 мая 1962, Амангельды — 16 ноября 2024) — казахстанский государственный деятель, депутат сената парламента Казахстана (2010—2023).

## Биография
В 1984 году окончил Костанайский сельскохозяйственный институт по специальности «учёный-агроном».
В 2001 году окончил Костанайский филиал Центрально-Азиатского университета по специальности «юрист».
1985—1995 гг. — агроном, управляющий отделением № 2, главный агроном совхоза «Александровский» Костанайского района, директор совхоза «Дамдинский» Наурзумского района.
1995—1999 гг. — председатель правления производственного кооператива «Нива».
1999—2004 гг. — директор ТОО «Надеждинка» Костанайского района.
Июнь 2004 — июнь 2006 г. — аким Сарыкольского района Костанайской области.
Июнь 2006 — январь 2008 г. — аким города Костаная.
Январь 2008 — апрель 2010 г. — заместитель акима Костанайской области.
В 2010—2023 годах — депутат сената парламента Республики Казахстан. В апреле 2010 года был избран депутатом от Костанайской области, переизбран в июне 2017 года.
Умер 16 ноября 2024 года в возрасте 62 лет.

## Награды
- Орден «Курмет» (2005)
- Медаль «10 лет Конституции Республики Казахстан» (2005)
- Медаль «10 лет Астане» (2008)
- Орден «Содружество» (29 ноября 2018 года, Межпарламентская ассамблея СНГ) — за активное участие в деятельности Межпарламентской Ассамблеи и её органов, вклад в укрепление дружбы между народами государств — участников Содружества Независимых Государств[5]
- Медаль «За укрепление парламентского сотрудничества» (24 ноября 2016 года, Межпарламентская ассамблея СНГ) — за особый вклад в развитие парламентаризма, укрепление демократии, обеспечение прав и свобод граждан в государствах — участниках Содружества Независимых Государств[6]
- Медаль «МПА СНГ. 25 лет» (27 марта 2017 года, Межпарламентская ассамблея СНГ) — за заслуги в деле развития и укрепления парламентаризма, за вклад в развитие и совершенствование правовых основ функционирования Содружества Независимых Государств, укрепление международных связей и межпарламентского сотрудничества[7]